# Adalberto il Margravio
Adalberto il Margravio (... – 951) è stato un nobile italiano di stirpe longobarda, membro della dinastia obertenga. Fu reggente della Marca obertenga.

## Biografia
Poco si conosce di questo nobile, visconte nel 940 e noto alla storia come Adalberto III, che possedeva titolo di "marchese d'Italia", reggente la Marca obertenga comprendente la Lombardia e parte della Liguria.
Ritenuto figlio probabilmente di Guido di Toscana, il conte e duca di Lucca che fu marchese di Toscana dal 915 al 929.
Risulterebbe invece figlio di Lamberto, il fratello successore di Guido. Lamberto fu deposto e accecato da Ugo d'Arles, il nuovo marito della vedova di Guido (Marozia). In quanto Il 13 aprile del 945, il Conte palatino emise a Pavia una sentenza che nominava Oberto I - discendente di Lamberto - Duca di Spoleto.
Fu il progenitore della casata degli Obertenghi.

## Discendenza
- Oberto I (*? †975), marchese di Milano dal 951, conte palatino nel 953 e Conte di Luni, Genova e Tortona;
- Ambroso (*? †988), vescovo d'Aléria in Corsica